# 3-Méthoxymorphinane
Le 3-méthoxymorphinane est un métabolite du dextrométhorphane qui produit un effet anesthésique local. Il est métabolisé dans le foie par l'enzyme CYP3A4.